# 月球大氣層

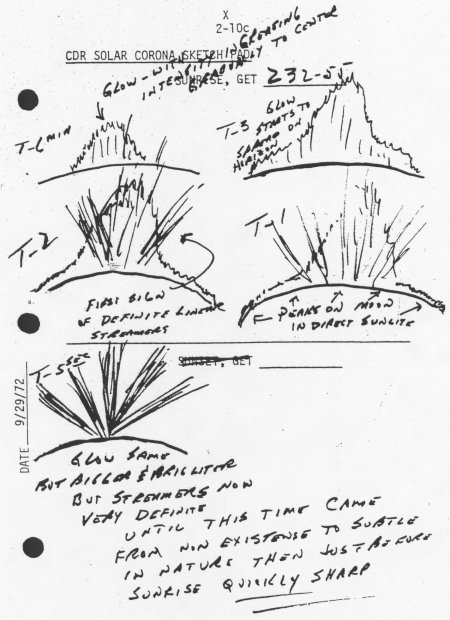
许多阿波罗机组人员在日出和日落时曾见到的发光和光线，这张阿波罗17号宇航员的速写描绘了神秘的霞光。

月球大气层中只存在很少的气体，在大多数实际场合中，月球被认为是被真空包围着。被称为科学物体的“月球大气层”，与行星际物质相比，其附近存在的原子和分子数量更高，但与地球和太阳系大多数行星周围的气体外壳相比，可以忽略不计。这一小质量的大气层压力约为3×10−15 标准大气压（0.3 纳帕），全天变化，总质量小于10公吨。另一方面，月球被认为没有大气层，因为它不能吸收可测量数量的辐射，不会出现分层或自循环，由于其气体进入太空的速率很高，因此需要不断补充。
鲁杰尔·朱塞佩·博斯科维奇是第一位在1753年《月球大气》中论证月球周围缺乏大气层的现代天文学家。

## 大气逃逸与保留
气体可以：
- 因月球引力的作用，被重新植入表土中；
- 如果粒子以2.38 公里/秒（1.48 英里/秒）或5328 英里/小时（8575 公里/小时）的月球逃逸速度或更高速移动，则完全逃逸月球；
- 由于太阳辐射压，或气体电离，被太阳风磁场扫掠而消失在太空中。

## 组成
月球大气由一些不寻常的气体组成，包括钠和钾，这些气体在地球、火星或金星大气层中并不存在。在地球海平面上，每立方厘米大气中包含约 1019 个分子，相比之下，月球上相同大气体积所含分子数则少于 106 个。在地球上，这已被认为是极度真空了。事实上，月球表面的大气密度与国际空间站所在的地球大气层最外层边缘的密度相当。
通过地球光谱方法已在月球大气中检测到了钠和钾元素，而同位素 氡-222和钋-210也已从月球勘探者α粒子光谱仪获得的数据中推断出来。氩-40、氦-4、氧和/或甲烷、氮和/或一氧化碳和二氧化碳则被阿波罗宇航员放置的原位探测器检测到。
已知存在于月球大气中元素的平均白天丰度（以原子数/立方厘米计）如下：
- 氩：20,000–100,000 [8]
- 氦：5,000–30,000 [8]
- 氖：高达 20,000 [8][9]
- 钠：70
- 钾：17
- 氢：少于17

这产生了每立方厘米大约 80,000 个总原子，略高于假定存在于水星大气中的数量。虽然大大超过了通常每立方厘米只有几个质子的太阳风密度，但与地球大气层相比，实际上属于真空状态。
月球也可能有一层由静电悬浮尘埃组成的稀薄“大气层”。有关更多详细信息，请参阅月尘。

## 古代大气层
2017年10月，美国宇航局马歇尔太空飞行中心和休斯顿月球与行星研究所的科学家宣布，他们根据阿波罗任务所获取的月球岩浆样本的研究发现，在30亿至40亿年前的7000万年中，月球曾拥有相对较厚的大气层。这种大气来源于月球火山爆发喷出的气体，其厚度是当今火星的两倍。事实上，有人从理论上推测，这一古老的大气层可能支持生命，尽管还没有发现生命的证据。月球古大气层最终被太阳风吹散到太空中。